# Sadecki Potok
Sadecki Potok, również Krzyżkowicki Potok (cz. Sádecký potok) – potok w południowo-zachodniej Polsce i północno-wschodnich Czechach, w województwie opolskim (powiat prudnicki) i kraju morawsko-śląskim. Dopływ rzeki Prudnik.
Źródło potoku znajduje się w Czechach, na północ od wsi Sadek. Płynie wzdłuż granicy polsko czeskiej, na południe od miasta Prudnik. Wchodzi na terytorium Polski i przepływa przez wieś Krzyżkowice. Następnie wraca w granice Czech i zasila staw w rezerwacie przyrody Wielki Staw Pawłowicki. Za stawem, na południe od Slezskich Pavlovic, uchodzi do rzeki Prudnik.